# Милютин, Олег Петрович
Олег Петрович Милютин (28 мая 1932 — 6 мая 2020, Одесса) — советский и украинский шахматист, мастер спорта СССР (1969), международный мастер ИКЧФ (1980).
Много лет жил в Одессе. Участвовал преимущественно в заочных соревнованиях. В 10-м чемпионате Европы по переписке (1972—1977 гг.) разделил 2—3 места с М. М. Клецелем (победителем турнира стал датчанин О. Экебьерг). Позже стал бронзовым призером 25-го чемпионата Европы (1982—1988 гг.; победил В. Гефенас). В 9-м чемпионате мира по переписке (1977—1983 гг.) набрал 7½ из 16 (+3 −4 =9) и занял 9-е место (победителем турнира стал Т. О. Ыйм). Участвовал в отборочных соревнованиях 15-го чемпионата мира (1989—1996 гг.). В составе сборной Украинской ССР / Украины участвовал в командном турнире дунайских стран (1990—1996 гг.; играл на 1-й доске), отборочных соревнованиях 5-го командного чемпионата Европы (1994—1999 гг.).
После выхода на пенсию активно выступал в соревнованиях ветеранов. Дважды становился чемпионом Украины среди ветеранов (в возрастной категории 75+).